# جرمة (الجزائر)
جرمة بلدة وبلدية تابعة لدائرة المعذر في ولاية باتنة بالجزائر.

## الموقع الجغرافي
تقع بلدية جرمة شمال شرق باتنة، وتتميز بموقع استراتيجي لمرور الطريقين الوطنيين 3 و75، اللذين يربطانها بولايات قسنطينة وسطيف.